# Aéroport international de Bokhtar
Aéroport de Qurghonteppa
L'Aéroport international de Qurghonteppa/Bokhtar (code IATA : KQT • code OACI : UTDT) est un aéroport situé à Qurghonteppa au Tadjikistan.

## Situation
| Douchanbé Bokhtar Kulob Khodjent Khorog |

## Compagnies et destinations
| Compagnies        | Destinations                     |
| ----------------- | -------------------------------- |
| Nordwind Airlines | Moscou Chérémétiévo, Türkmenabat |

Édité le 18/11/2020